# 타지키스탄 축구 연맹
타지키스탄 축구 연맹(타지크어: Федеросиюни футболи Тоҷикистон, Federosijuni futʙoli Toçikiston), 영어: Tajikistan Football Federation)는 타지키스탄의 축구 협회이다. 국제축구연맹(FIFA)과 아시아 축구 연맹(AFC)에 가입되어 있다. 타지키스탄 리그, 타지키스탄 축구 국가대표팀 등을 관리한다.

## 같이 보기
- 아시아 축구 연맹
- 서아시아 축구 연맹
- 타지키스탄 축구 국가대표팀
- 타지키스탄 여자 축구 국가대표팀
- 타지키스탄 리그